# Egyptische mau
De Egyptische mau is een gevlekte cyper raskat van een gematigd oriëntaals type.

## Herkomst
Het ras wordt sinds eind jaren vijftig vooral in de Verenigde Staten gefokt, oorspronkelijk uit meegenomen huiskatten uit Egypte en het Nabije Oosten. De Russische prinses Natalja Troebetskoj zou in 1953 zo'n kat hebben gezien bij de ambassadeur van Italië in Egypte, die haar toen een kitten gaf. In 1955 stelde de prinses in Rome haar dier tentoon, en emigreerde in 1956 naar de VS waar zij met anderen het ras begon te fokken. Momenteel wordt het ras over de gehele wereld gevonden en zijn er kleine groepen liefhebbers die het fokken.

## Raskenmerken
- Vacht: kort, zijdezacht, gevlekt cyper; mascaralijn op elke wang; merkteken tussen de oren
- Ogen: groen
- Lichaam: type gematigd elegant
- Karakter: sociaal, levendig, aangenaam gemiauw